# 瀧澤久仁子
瀧澤久仁子（たきざわ くにこ、1937年 - 2007年9月）は、日本の染色家・衣作家。東京生まれ、タイのチェンマイに在住していた。

## 略歴
- 1959年 桑沢デザイン研究所卒業。アパレルメーカー「フォーカス」主宰。
- 1977年 藍染めによる衣展を開催。
- 1989年 タイのチェンマイに移住。黒檀染めを中心とした自然素材による染色で「アジアの衣」展を展開。モンスーンアジアの山岳民族の衣装コレクターとしても知られる。
- 2004年「太陽と精霊の布」展（千葉市美術館）開催。
- 2006年 桑沢賞受賞。
- 2007年9月没。
- 2009年6月-8月　瀧澤久仁子コレクションとして「祈りをつづる染めと織―タイの美しい布」（千葉市美術館）展が開催された。